# مونتگومری (میشیگان)
مونتگومری (به انگلیسی: Montgomery) یک منطقهٔ مسکونی در ایالات متحده آمریکا است که در شهرستان هیلزدیل، میشیگان واقع شده‌است. مونتگومری ۲٫۶۰ کیلومتر مربع مساحت و ۳۲۲ نفر جمعیت دارد و ۳۲۰ متر بالاتر از سطح دریا واقع شده‌است.